# Obrona gajówki Małachów
Obrona gajówki Małachów, bitwa pod Małachowem – bitwa stoczona 23 listopada 1943 między Gwardią Ludową PPR a siłami hitlerowskimi.

## Przebieg walk
Wraz z objęciem dowództwa na Okręgiem GL Radom przez oficera GL Jana Nalazka ps. „Janek Kolejarz” w czerwcu 1943 wzrosła aktywność miejscowych oddziałów partyzanckich i grup wypadowych w działaniach sabotażowych na kolei a także liczba samych oddziałów. Jednym z nich był sformowany 19 września 1943 w większości ze zbiegłych z niewoli jeńców radzieckich niewielki oddział „Sokół”, który do listopada przeprowadził kilka akcji bojowych min. 23 września razem ze złożonym z Polaków oddziałem GL im. Józefa Sowińskiego wykoleił pociąg na trasie Starachowice-Ostrowiec Świętokrzyski a 22 października we wsi Zochcin stoczył bój z Feldgendarmerie, w którym dowódca oddziału lejt. Wasyl Wojczanko ps. „Saszka” osobiście zabił komendanta opatowskiej żandarmerii kpt. Donata.
23 listopada 1943 oddział zwiadowczy hitlerowskiej żandarmerii odkrył urządzoną w gajówce Małachów, w lesie koło  Przepaści, kryjówkę partyzancką. Oprócz oddziału „Sokół” stacjonował w niej mający właśnie odprawę sztab Okręgu GL Radom w składzie: ppor. Jan Nalazek ps. „Janek Kolejarz” (komendant okręgu), oficer GL Jan Tuczembski ps. „Dąb” (szef sztabu okręgu) oraz Tadeusz Kozakiewicz ps. „Madryt” i Lucjan Kurpias ps. „Jerzy” (członkowie sztabu). Niemcy zaskoczyli ich o godzinie 8 rano w czasie narady, uzbrojeni w broń maszynową i wykorzystujący murowany budynek gajówki jako punkt oporu odparli kilka kolejnych ataków zadając okupantowi poważne straty. Kilkugodzinna obrona gajówki spowodowała zaalarmowaniem posterunków w Ćmielowie, Ożarowa, Opatowa i Ostrowca Świętokrzyskiego a gdy i te okazały się zbyt słabe ściągnięto oddziały żandarmerii i Wehrmachtu z Kielc i Radomia. Wówczas siły niemieckie wyniosły ok. 2000 dobrze uzbrojonych ludzi, Polacy i Sowieci cały czas liczyły jedynie 19 gwardzistów pozbawionych wsparcia z zewnątrz. Postanowili oni jednak bronić się do ostatniego naboju a skutecznie prowadzony ogień broni maszynowej i pozycja obronna ponownie skompilowały sytuację atakujących.
Sytuacja obrońców znacznie pogorszyła się wraz ze skierowaniem do ataku moździerzy. Po każdym z ostrzałów do ataków posyłano samochody pancerne zgromadzone w liczbie sześciu (w czasie pierwszego natarcia broni pancernej partyzantom udało się zniszczyć jeden z samochodów likwidując także jego załogę). W czasie kolejnych ostrzałów artyleryjskich nastąpiło zawalenie się budynku (pod gruzami znalazło się 13 obrońców) co ostatecznie przekreśliło nadzieję na wydostanie się z gajówki nocą i wyjście z okrążenia. Do piwnicy udało się zbiec sześciu ostatnim obrońcom, w tym ppor. „Jankowi Kolejarzowi”. Kontynuowali oni ostrzał aż do zawalenia się stropów budynku co ostatecznie zakończyło dwunastogodzinną obronę gajówki.
W bitwie życie straciło 17 gwardzistów (w tym wszyscy sztabowcy z ppor. „Jankiem Kolejarzem” na czele i czterej mieszkańcy gajówki). Do niewoli dostało się dwóch rannych partyzantów, min. Siergiej Kotow ps. „Olek”, który trafił do KL Dachau a następnie do KL Mauthausen. Przeżył wojnę i w 1967 odwiedził miejsce półdniowej walki.

## Upamiętnienie
W okresie Polski Ludowej w miejscu spalonej gajówki zbudowano pomnik upamiętniający bitwę i poległych, wśród których byli: Jan Nalazek, Jan Tuczembski, Lucjan Kurpias i Tadeusz Kozakiewicz.